# Medgidia
Medgidia – miasto w południowo-wschodniej Rumunii, w okręgu Konstanca, nad Kanałem Dunaj-Morze Czarne. Liczy około 45 tys. mieszkańców.
W mieście rozwinął się przemysł maszynowy, materiałów budowlanych oraz spożywczy.

## Miasta partnerskie
- Cahul, Mołdawia
- Favara, Włochy
- Zhumadian, Chińska Republika Ludowa
- Yalova, Turcja